# Theresienwarte

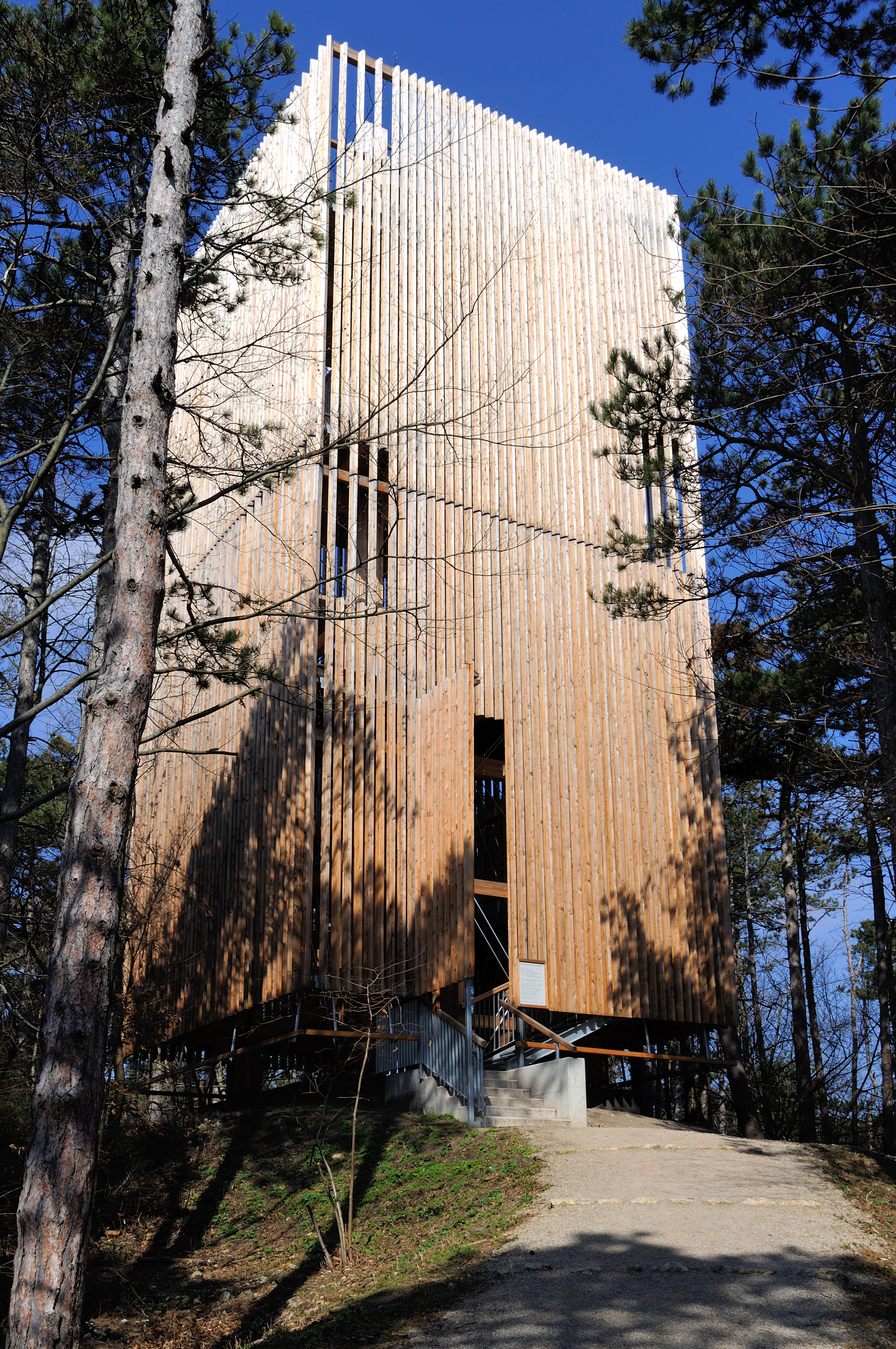
Gesamtansicht der neuen Theresienwarte

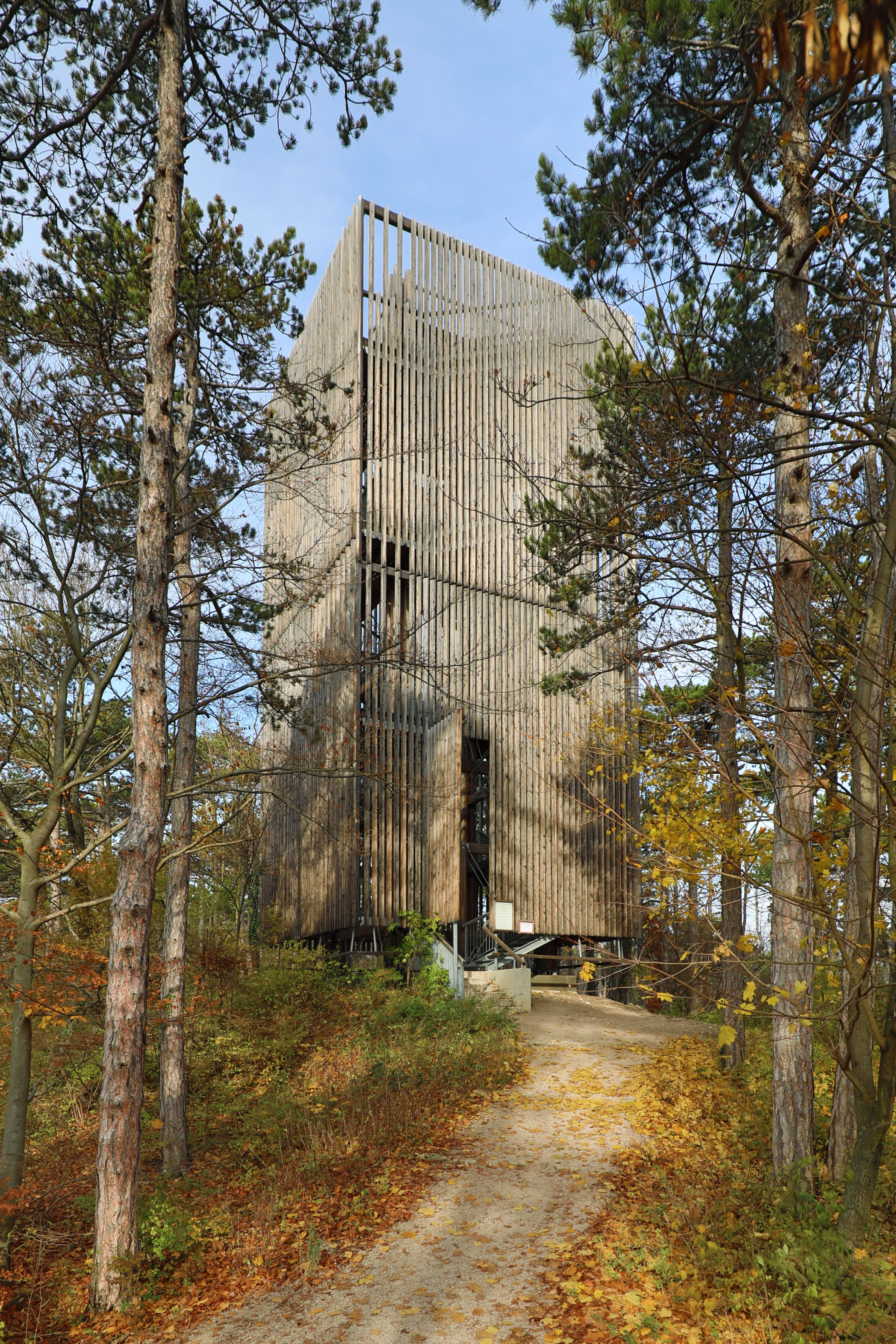
Theresienwarte im Herbst (2021)

Die Theresienwarte ist eine Aussichtswarte bei Baden am Südostrand des Wienerwalds. Sie bietet einen guten Blick auf Baden und das südliche Wiener Becken.

## Lage
Die Theresienwarte steht auf dem im oberen Kurpark von Baden nördlich der Stadt gelegenen Hühnerberg, der auch Richtberg genannt wird. Sein Name geht auf den Riesen Hun zurück, der der Überlieferung nach Baden gegründet haben soll. Auf dem Berg befand sich der höchstgelegene Galgen Niederösterreichs, der 1788 abgebrochen wurde. 

## Geschichte
Die heutige Theresienwarte ist bereits der zweite Aussichtsturm auf dem Hühnerberg. 

### Alte Theresienwarte
Der erste 1884 errichtete Turm geht auf Theresia Göschl zurück, die den Bau finanzierte. Diese 16 Meter hohe Warte wurde 1912 und 1980 erneuert. Im Herbst 2014 wurde die 34 Jahre alte Holzkonstruktion wegen umfangreicher Holzschäden aus Sicherheitsgründen abgetragen, eine Wiedererrichtung wurde in der Gemeinderatssitzung vom 24. März 2015 beschlossen.

### Neue Theresienwarte
Nach anfänglichen Verzögerungen beim Baubeginn, der ursprünglich für 2015 vorgesehen war, wurde die ebenfalls in Holzbauweise neu errichtete Theresienwarte im März 2016 eingeweiht. Sie ist nun ringsum mit Lamellen verkleidet und mit einer Gesamthöhe von 18,48 m um einige Meter höher als die frühere Warte. Ihre Aussichtsplattform befindet sich in 17,28 m Höhe und ist außer in den Wintermonaten frei zugänglich.